# Уоллис, Хэл
Хэл Б. Уоллис (полное имя Гарольд Брент Уоллис; 14 сентября 1898 — 5 октября 1986) — американский кинопродюсер, который в 1933—1944 годах возглавлял производственный департамент студии Warner Bros.. Обладатель премии «Оскар» за фильм «Касабланка» (1944) и двух наград имени Ирвинга Тальберга (1939, 1944).

## Жизнь и карьера
Гарольд Брент Уоллис родился в Чикаго в 1898 году в семье восточно-европейских евреев, которые эмигрировав в США изменили свою фамилию (Walinsky) на Уоллис. В 1922 году его семья переехала в Лос-Анджелес (штат Калифорния), где он нашёл скромную работу в рекламном отделе кинокомпании «Уорнер Бразерс». Он быстро учился и продвигался по карьерной лестнице и уже через несколько лет возглавил производство фильмов на студии. В 1931 г. на два года уступил это место Дэррилу Зануку.
За долгую карьеру кинопродюсера (более пятидесяти лет) он участвовал в производстве более чем 400 полнометражных голливудских фильмов, включая знаменитую серию приключенческих лент с Эрролом Флинном в главной роли. В 1944 г. покинул студию, чтобы стать одним из самых успешных независимых игроков в студийной системе.
В 1950-е Хэл Уоллис активно участвовал в продвижении имиджа Элвиса Пресли в Голливуде. Он спродюсировал несколько фильмов с участием «короля рок-н-ролла», таких как «Любить тебя» (1957 год), «Кинг Креол» (1958 год), «Солдатский блюз» (1960 год), «Голубые Гавайи» (1961 год), «Девушки! Девушки! Девушки!» (1962 год), «Веселье в Акапулько» (1963 год). С художественной точки зрения эти ленты были «глянцевой пустышкой», но в коммерческом плане — весьма прибыльными проектами. И финансовый успех этих кинокартин позволял Уоллису вкладывать деньги в другие фильмы.
Уоллис был дважды женат: на актрисе Луизе Фазенда (с 1927 до 1962 годы) и на актрисе Марте Хайер (с 1966 года до своей смерти в 1986 году).
Хэл Б. Уоллис скончался на собственной вилле в курортном городке Ранчо-Миридж (Калифорния) в возрасте 88 лет и похоронен согласно своему завещанию в склепе «Великого мавзолея» на кладбище Форест-Лаун в Глендейле.

## Премии
- «Оскар», 1970 год

Номинации:
— Лучший фильм («Тысяча дней Анны»)
- «Оскар», 1965 год

Номинации:
— Лучший фильм («Бекет»)
- «Оскар», 1956 год

Номинации:
— Лучший фильм («Татуированная роза»)
- «Оскар», 1944 год

Победитель:
— Лучший фильм («Касабланка»)
— Награда имени Ирвинга Тальберга
Номинации:
— Лучший фильм («Дозор на Рейне»)
- «Оскар», 1943 год

Номинации:
— Лучший фильм («Кингс Роу»)
— Лучший фильм («Янки Дудл Денди»)
- «Оскар», 1942 год

Номинации:
— Лучший фильм («Один шаг в раю»)
— Лучший фильм («Мальтийский сокол»)
— Лучший фильм («Сержант Йорк»)
- «Оскар», 1941 год

Номинации:
— Лучший фильм («Всё это и небо в придачу»)
— Лучший фильм («Письмо»)
- «Оскар», 1939 год

Победитель:
— Награда имени Ирвинга Тальберга
Номинации:
— Лучший фильм («Иезавель»)
— Лучший фильм («Четыре дочери»)
— Лучший фильм («Приключения Робин Гуда»)

## Избранная фильмография
Продюсер:
- 1975 — Рустер Когберн | Rooster Cogburn (США).
- 1973 — Дон мертв | Don Is Dead, The (США).
- 1972 — Следуй за мной | Follow Me! (Великобритания).
- 1971 — Отстрел | Shoot Out (США).
- 1971 — Мария — королева Шотландии | Mary, Queen of Scots (Великобритания).
- 1969 — Тысяча дней Анны | Anne of the Thousand Days (Великобритания).
- 1969 — Настоящее мужество | True Grit (США).
- 1968 — Пятикарточный покер | 5 Card Stud (США).
- 1967 — Легко пришло, легко ушло | Easy Come, Easy Go (США).
- 1967 — Босиком по парку | Barefoot in the Park (США).
- 1966 — Рай в гавайском стиле | Paradise, Hawaiian Style (США).
- 1965 — Сыновья Кэти Элдер | Sons of Katie Elder, The (США).
- 1965 — Боинг-Боинг | Boeing (707) Boeing (707) | Boeing (707) Boeing (США).
- 1964 — Подсобный рабочий | Roustabout (США).
- 1964 — Беккет | Becket (США).
- 1963 — Жены и любовницы | Wives and Lovers (США).
- 1963 — Вечеринка в Акапулько | Fun in Acapulco (США).
- 1962 — Девочки! Девочки! Девочки! | Girls! Girls! Girls! (США).
- 1961 — Лето и дым | Summer and Smoke (США).
- 1961 — Голубые Гавайи | Blue Hawaii (США).
- 1961 — Всей работы на одну ночь | All in a Night’s Work (США).
- 1960 — Солдатский блюз | G.I. Blues (США).
- 1960 — Визит на маленькую планету | Visit to a Small Planet (США).
- 1959 — Последний поезд из Ган Хилл | Last Train from Gun Hill (США).
- 1959 — Карьера | Career (США).
- 1958 — Кинг Креол | King Creole (США).
- 1958 — Жаркие дни | Hot Spell (США).
- 1957 — Перестрелка в О. К. Коррал | Gunfight at the O.K. Corral (США).
- 1957 — Дикий ветер | Wild Is the Wind (США).
- 1956 — Голливуд или пропал | Hollywood or Bust (США).
- 1956 — Благодетель | Rainmaker, The (США).
- 1955 — Художники и натурщицы | Artists and Models (США).
- 1955 — Татуированная роза | Rose Tattoo, The (США).
- 1954 — О миссис Лесли | About Mrs. Leslie (США).
- 1953 — Напуганные до смерти | Scared Stiff (США).
- 1953 — Марионетка | Stooge, The (США).
- 1953 — Деньги из дома | Money from Home (США).
- 1952 — Вернись, малышка Шеба | Come Back, Little Sheba (США).
- 1952 — Берегись, моряк | Sailor Beware (США).
- 1951 — Красная гора | Red Mountain (США).
- 1951 — Это мой парень | That’s My Boy (США).
- 1950 — Фурии | Furies, The (США).
- 1950 — Сентябрьская афера | September Affair (США).
- 1950 — Моя подруга Ирма едет на Запад | My Friend Irma Goes West (США).
- 1950 — Дело Тельмы Джордон | File on Thelma Jordon, The (США).
- 1950 — Тёмный город | Dark City (США).
- 1949 — Обвиняемая | Accused, The (США).
- 1949 — Моя подруга Ирма | My Friend Irma (США).
- 1948 — Я всегда одинок | I Walk Alone (США).
- 1948 — Извините, ошиблись номером | Sorry, Wrong Number (США).
- 1947 — Идеальный брак | The Perfect Marriage (США).
- 1946 — Странная любовь Марты Айверс | Strange Love of Martha Ivers, The (США).
- 1946 — В поисках ветра | The Searching Wind (США).
- 1945 — Саратогская железнодорожная ветка | Saratoga Trunk (США).
- 1945 — Рапсодия в стиле блюз | Rhapsody in Blue (США).
- 1944 — Проход к Марселю | Passage to Marseille (США).
- 1943 — Принцесса О’Рурк | Princess O’Rourke (США).
- 1943 — Дозор на Рейне | Watch on the Rhine (США).
- 1943 — Вот и армия | This Is the Army (США).
- 1943 — Военно-воздушные силы | Air Force (США).
- 1943 — Верная красавица | The Constant Nymph (США).
- 1942 — Янки Дудл Денди | Yankee Doodle Dandy (США).
- 1942 — Человек, который пришёл к обеду | Man Who Came to Dinner, The (США).
- 1942 — Отчаянное путешествие | Desperate Journey (США).
- 1942 — Небесные капитаны | Captains of the Clouds (США).
- 1942 — Мошенничество и Ко | Larceny, Inc. (США).
- 1942 — Кингс Роу | Kings Row (США).
- 1942 — Касабланка | Casablanca (США).
- 1942 — Животное мужского пола | Male Animal, The (США).
- 1942 — Вперёд, путешественник | Now, Voyager (США).
- 1942 — В этом наша жизнь | In This Our Life (США).
- 1942 — Веселые сестры | The Gay Sisters (США).
- 1941 — Шаги в темноте | Footsteps in the Dark (США).
- 1941 — Сержант Йорк | Sergeant York (США).
- 1941 — Поезда проезжают ночью | Wagons Roll at Night, The (США).
- 1941 — Пикирующий бомбардировщик | Dive Bomber (США).
- 1941 — Они умерли на своих постах | They Died with Their Boots On (США).
- 1941 — Один шаг в раю | One Foot in Heaven (США).
- 1941 — На протяжении всей ночи | All Through the Night (США).
- 1941 — Морской волк | Sea Wolf, The (США).
- 1941 — Мальтийский сокол / Maltese Falcon, The | The Gent from Frisco (США).
- 1941 — Клубничная блондинка | Strawberry Blonde, The (США).
- 1941 — Искренне твой | Affectionately Yours (США).
- 1941 — Энергия | Manpower (США).
- 1941 — Девушка на миллион | Million Dollar Baby (США).
- 1941 — Высокая Сьерра | High Sierra (США).
- 1941 — Великая ложь | Great Lie, The (США).
- 1941 — Блюз ночью | Blues in the Night (США).
- 1941 — Берег в тумане | Out of the Fog (США).
- 1940 — Письмо | Letter, The (США).
- 1940 — Орхидея брата | Brother Orchid (США).
- 1940 — Они ехали ночью | They Drive by Night (США).
- 1940 — Морской ястреб | Sea Hawk, The (США).
- 1940 — Замок на Гудзоне | Castle on Hudson (США).
- 1940 — Это всё правда | It All Came True (США).
- 1940 — Дорога на Санта-Фе | Santa Fe Trail (США).
- 1940 — Город для завоевания | City for Conquest (США).
- 1940 — Волшебная ампула доктора Эрлиха | Dr. Ehrlich’s Magic Bullet (США).
- 1940 — Вирджиния-сити | Virginia City (США).
- 1939 — Я умираю с каждой зарей | Each Dawn I Die (США).
- 1939 — Частная жизнь Елизаветы и Эссекса | Private Lives of Elizabeth and Essex, The (США).
- 1939 — Хуарес | Juarez (США).
- 1939 — Старая дева | Old Maid, The (США).
- 1939 — Ревущие двадцатые | Roaring Twenties, The (США).
- 1939 — Победить темноту | Dark Victory (США).
- 1939 — Парень из Оклахомы | The Oklahoma Kid (США).
- 1939 — Нэнси Дрю… Репортер | Nancy Drew… Reporter (США).
- 1939 — Нэнси Дрю… Ищет неприятности | Nancy Drew… Trouble Shooter (США).
- 1939 — Нэнси Дрю и потайная лестница | Nancy Drew and the Hidden Staircase (США).
- 1939 — Невидимое клеймо | Invisible Stripes (США).
- 1939 — Мы не одни | We Are Not Alone (США).
- 1939 — Додж-Сити | Dodge City (США).
- 1939 — Возвращение доктора Икс | Return of doctor X, The (США).
- 1938 — Школа преступлений | Crime School (США).
- 1938 — Четыре дочери | Four Daughters (США).
- 1938 — Четверо — это банда | Four’s a Crowd (США).
- 1938 — Утренний патруль | Dawn Patrol, The (США).
- 1938 — Удивительный доктор Клайттерхаус | Amazing Dr. Clitterhouse, The (США).
- 1938 — Сестры | The Sisters (США).
- 1938 — Приключения Робин Гуда | Adventures of Robin Hood, The (США).
- 1938 — Парень встречает девушку | Boy Meets Girl (США).
- 1938 — Невидимая угроза | The Invisible Menace (США).
- 1938 — Иезавель | Jezebel (США).
- 1938 — Золотоискатели в Париже | Gold Diggers in Paris (США).
- 1937 — Чёрный легион | Black Legion (США).
- 1937 — Тюрьма Сан-Квентин | San Quentin (США).
- 1937 — Товарищ | Tovarich (США).
- 1937 — Та самая женщина | That Certain Woman (США).
- 1937 — Принц и нищий | The Prince and the Pauper (США).
- 1937 — Первая леди | First Lady (США).
- 1937 — Новый рассвет | Another Dawn (США).
- 1937 — Меченая женщина | Marked Woman (США).
- 1937 — Кид Гэлэхэд | Kid Galahad (США).
- 1937 — К западу от Шанхая | West of Shanghai (США).
- 1937 — Зелёный свет | Green Light (США).
- 1936 — Пулями или голосами | Bullets or Ballots (США).
- 1936 — Поющий ребенок | The Singing Kid (США).
- 1936 — Повесть о Луи Пастере | Story of Louis Pasteur, The (США).
- 1936 — Окаменевший лес | Petrified Forest, The (США).
- 1936 — Китайский клиппер | China Clipper (США).
- 1936 — Кейн и Мейбл | Cain and Mabel (США).
- 1936 — Золотоискатели 1937-го | Gold Diggers of 1937 (США).
- 1936 — Золотая стрела | The Golden Arrow (США).
- 1936 — Энтони Эдверс | Anthony Adverse (США).
- 1936 — Атака легкой кавалерии | Charge of the Light Brigade, The (США).
- 1935 — Чёрная ярость | Black Fury (США).
- 1935 — Сон в летнюю ночь | Midsummer Night’s Dream, A (США).
- 1935 — Опасная | Dangerous (США).
- 1935 — Одиссея Капитана Блада | Captain Blood (США).
- 1935 — Морская пехота в воздухе | Devil Dogs of the Air (США).
- 1935 — Джимэны | G-Men (США).
- 1934 — Человек с двумя лицами | The Man with Two Faces (США).
- 1934 — Доктор Моника | Dr. Monica (США).
- 1934 — Джентльмен Джимми | Jimmy the Gent (США).
- 1933 — Тайна музея восковых фигур | Mystery of the Wax Museum (США).
- 1933 — 42-я улица | 42nd Street (США).
- 1932 — Я — беглый каторжник | I Am a Fugitive from a Chain Gang (США).
- 1932 — Хижина в хлопке | Cabin in the Cotton, The (США).
- 1932 — Темная лошадка | Dark Horse, The (США).
- 1932 — Путешествие в одну сторону | One Way Passage (США).
- 1932 — Доктор Икс | Doctor X (США).
- 1932 — Две секунды | Two Seconds (США).
- 1931 — Конец пяти звезд | Five Star Final (США).
- 1930 — Маленький Цезарь | Little Caesar (США).